# Rechtsschutzversicherung (Österreich)
Eine Rechtsschutzversicherung ist ein privatrechtlicher Versicherungsvertrag, bei dem der Versicherer gegen Prämienzahlung des Versicherungsnehmers verpflichtet ist, die rechtlichen Interessen des Versicherten im vereinbarten Umfang zu vertreten und die dafür notwendigen Kosten zu tragen. Sie bietet die nötige Sicherheit in Rechtsangelegenheiten, hebt die finanziellen und juristischen Ungleichstellungen auf und stellt damit einen wesentlichen Baustein rechtsstaatlicher Demokratie dar. Grundlage der speziellen Rechte und Pflichten der Vertragsparteien eines Rechtsschutzversicherungsvertrages ist zum einen das Versicherungsvertragsgesetz (VersVG). Zum anderen basieren die Rechte und Pflichten auf den vertraglichen Vereinbarungen, die regelmäßig in Form von Allgemeinen Rechtsschutzbedingungen (ARB) mit dem jeweiligen Versicherungsunternehmen vereinbart werden. Für bestimmte Rechtsschutzversicherungsleistungen werden neben Allgemeinen vielfach auch Besondere Bedingungen vereinbart.

## Versicherungsarten
Im Unterschied zu Kompositversicherungen bietet eine Einspartenversicherung Versicherungsschutz für ausschließlich eine Sparte an. Bei einer beim selben Versicherer abgeschlossenen Rechtsschutzversicherung kann dies vor allem bei Streitigkeiten aus Versicherungsverträgen zu Interessenkollisionen führen. Eine Einspartenversicherung hingegen ist bei Streitigkeiten aus Versicherungsverträgen unabhängig z. B. mit der Haushaltsversicherung.

## Leistungsumfang
Eine Rechtsschutzversicherung übernimmt die Kosten in allen Instanzen bis zur vereinbarten Versicherungssumme.
Das sind Kosten des Versicherungsnehmers selbst:
- Rechtsanwalts- oder Notarkosten
- Kosten für Gericht, Zeugen, gerichtlich beauftragte Sachverständige
- Einen eventuellen Vorschuss einer Strafkaution im Ausland – etwa nach einem Verkehrsunfall

Darüber hinaus werden auch Kosten des Gegners im Falle des Prozessverlusts übernommen.
Man unterscheidet im Rechtsschutz zwischen Privat-Rechtsschutz (Versicherungsleistungen für den Privat-, Berufs- und Verkehrsbereich) und Firmen-Rechtsschutz (Versicherungsleistungen für Betriebe, freie Berufe, Landwirte, Vereine und Gemeinden).
Neben dem Versicherungsnehmer sind im Privat-Rechtsschutz auch oftmals der in häuslicher Gemeinschaft lebende Ehepartner bzw. Lebensgefährte sowie minderjährige Kinder mitversichert; volljährige Kinder sind bisweilen versichert, sofern sie in Berufsausbildung sind sowie Enkelkinder, wenn sie im gemeinsamen Haushalt leben. Im Fahrzeug-Rechtsschutz sind der Eigentümer, der Halter, der Zulassungsbesitzer, der Leasingnehmer, der berechtigte Lenker und die berechtigten Insassen mitversichert.

### Zeitlicher Geltungsbereich
Grundsätzlich beginnt der Versicherungsschutz ab Zugang der Versicherungspolizze. Manche Versicherungen vereinbaren als Versicherungsbeginn den Folgetag der Antragsaufnahme. In speziellen Fällen der Rechtsschutzversicherung kommen Wartezeiten hinzu wie zum Beispiel im Allgemeinen Vertrags-Rechtsschutz, beim Rechtsschutz für Grundstückseigentum und Miete, im Arbeitsgerichts-Rechtsschutz und beim Sozialversicherungs-Rechtsschutz. Hier besteht Versicherungsschutz nach einer Wartefrist von drei Monaten. Die Wartezeit im Familien- und Erb-Rechtsschutz beträgt sechs bis neun Monate.
Schutz besteht für Versicherungsfälle, die während der Laufzeit des Versicherungsvertrages eintreten. Die Laufzeit einer Rechtsschutzversicherung beträgt in der Regel zehn Jahre.

### Örtlicher Geltungsbereich
Versicherungsschutz besteht im Fahrzeug-Rechtsschutz (inklusive Fahrzeug-Vertrags-Rechtsschutz), im Lenker-Rechtsschutz und im Schadenersatz- und Straf-Rechtsschutz für Versicherungsfälle, die in Europa, den außereuropäischen Mittelmeeranrainerstaaten, auf den Kanarischen Inseln, Madeira und den Azoren – auch auf Flug- und Schiffsreisen innerhalb der Grenzen dieses Geltungsbereichs. Hier muss die Wahrnehmung der rechtlichen Interessen auch in diesem Geltungsbereich erfolgen. Tritt ein Versicherungsfall in anderen Rechtsschutz-Bausteinen innerhalb Europas ein, muss die Wahrnehmung der rechtlichen Interessen jedoch in Österreich erfolgen. Sonderregelungen sind in unterschiedlicher Ausgestaltung möglich, müssen aber individuell vereinbart werden.

### Anwaltswahl
Grundsätzlich kann der Versicherungsnehmer seinen Anwalt für gerichtliche Auseinandersetzungen frei wählen. Diese freie Anwaltswahl ist gesetzlich geregelt. Will oder kann er von der freien Anwaltswahl keinen Gebrauch machen, empfehlen manche Versicherer auch spezialisierte Anwälte zur Vertretung seiner Rechte. Darüber hinaus gibt es Rechtsschutz-Spezialversicherer in Österreich, die ihren Versicherungsnehmern zusätzlich die Option der Eigenregulierung durch juristische Mitarbeiter anbieten. Im Rahmen dieser besonderen Dienstleistung übernehmen angestellte Juristen die Abwicklung des Schadenfalls bei außergerichtlichen Streitigkeiten.

### Selbstbehalt
Im Versicherungsvertrag kann vereinbart werden, dass der Versicherungsnehmer einen Teil der Kosten selber trägt. Übliche Selbstbehalte sind fixe Beträge oder prozentuale Beteiligungen an den Schadenleistungen.

### Versicherungsfall
Voraussetzung der Eintrittspflicht der Rechtsschutzversicherung ist immer das Vorliegen eines Versicherungsfalls. Unter einem Versicherungsfall versteht man im Normalfall „den tatsächlichen oder behaupteten Verstoß des Versicherungsnehmers, Gegners oder eines Dritten gegen Rechtspflichten oder Rechtsvorschriften“. Im Schadenersatz-Rechtsschutz und in einzelnen anderen Bereichen gelten Sonderregeln. Die Versicherer prüfen darüber hinaus, ob die Rechtsverfolgung hinreichende Aussicht auf Erfolg bietet und ob dem Versicherten kein schuldhaftes Handeln zur Last gelegt wird. Anlässlich einer Schadenmeldung wird geprüft, ob der Rechtsstreit versichert ist.

## Produkte
Eine Rechtsschutzversicherung kann für verschiedene Lebensbereiche, wie zum Beispiel für den Privatbereich, für Berufs- oder Betriebs- oder Kfz-Bereich abgeschlossen werden. Rechtsschutzversicherungen sind meistens modular aufgebaut. Man kann sich also entscheiden, ob man ein Komplettpaket, das alle (angebotenen) Leistungsarten abdeckt, versichert, oder sich auf Versicherungsschutz für bestimmte Bereiche des Lebens beschränkt. Die einzelnen versicherbaren Risiken sind den Allgemeinen Rechtsschutzbedingungen zu entnehmen, die der Versicherungspolizze beiliegen.
Es werden folgende Rechtsschutz-Pakete angeboten:

### Fahrzeug-Rechtsschutz
Darin enthalten sind Schadenersatz-, Straf- und Führerschein-Rechtsschutz für Fahrzeuge, je nach Vereinbarung mit oder ohne Fahrzeug-Vertrags-Rechtsschutz.
Beispiele:

- Rechtsprobleme mit dem Kaufvertrag eines Fahrzeuges
- Rechtsprobleme bei der Durchsetzung von Schadenersatzforderungen nach einem Unfall
- Rechtsprobleme bei Entziehung der Lenkerberechtigung nach einem Unfall

### Schadenersatz- und Straf-Rechtsschutz
Versicherungsschutz bei Rechtsproblemen für den Privat-, Berufs- und Betriebsbereich.
Beispiele:

- Durchsetzung von Schadenersatzansprüchen
- Verteidigung in Strafsachen vor Gericht

### Arbeitsgerichts-Rechtsschutz
Darin enthalten ist Versicherungsschutz für Streitigkeiten vor österreichischen Arbeitsgerichten.
Beispiele:

- Rechtsprobleme mit der Abfertigung
- Rechtsprobleme rund um Mitarbeiter
- Rechtsprobleme durch Streitigkeiten über Dienstfahrzeuge

### Sozialversicherungs-Rechtsschutz
Abgedeckt sind Streitigkeiten mit Sozialversicherungsträgern.
Beispiele:

- Rechtsprobleme mit Pensionsansprüchen

### Beratungs-Rechtsschutz
Grundsätzlich umfasst der Versicherungsschutz die Kosten für eine Rechtsberatung bei einem Anwalt. Einzelne Rechtsschutz-Spezialversicherer bieten zusätzlich ein sehr breites Leistungsspektrum im Beratungs-Rechtsschutz an. Dieses umfasst z. B. Dienstleistungsangebote wie Online- und persönliche Rechtsberatung sowie telefonische Rechtsauskünfte durch angestellte Juristen.

### Allgemeiner Vertrags-Rechtsschutz
Versicherungsschutz besteht bei Streitigkeiten rund um Verträge über bewegliche Sachen, bei Versicherungsverträgen sowie bei Reparatur- und Werkverträgen.
Beispiele:

- Rechtsprobleme mit einer Kühlschrankreparatur
- Gewährleistungsansprüche aus Kaufverträgen

### Rechtsschutz für Grundstückseigentum und Miete
Versichert wird das bewohnte Objekt. Abgedeckt sind Streitigkeiten um den Hauptwohnsitz sowie Konflikte rund um die Rechte als Mieter oder Eigentümer.
Beispiele:

- Rechtsprobleme mit einer Kündigung des Mietvertrags
- Streitigkeiten mit dem Vermieter
- Rechtskonflikte bei Nachbarschaftsstreitigkeiten
- Mietminderung wegen Mängel

### Rechtsschutz für Familienrecht
Darin enthalten ist Versicherungsschutz für Streitigkeiten zwischen Eltern und Kindern, Rechtskonflikte rund um das Eherecht sowie Obsorgestreitigkeiten.
Beispiele:

- Rechtskonflikte bei Vaterschaftsstreitigkeiten
- Rechtskonflikte zwischen Eltern und Kindern

### Rechtsschutz für Erbrecht
Abgedeckt sind Streitigkeiten aus dem Erbrecht
Beispiel:

- Probleme mit dem Testament

Darüber hinaus werden bei verschiedenen Versicherungsunternehmen weitere Bausteine wie beispielsweise der Patienten-Rechtsschutz, die Ausfallsversicherung für Körperschäden oder der Anti-Stalking-Rechtsschutz angeboten.

## Rechtsgrundlagen
Basis der Rechtsschutzversicherung sind das Versicherungsvertragsgesetz, der jeweilige Tarif und die Allgemeinen Rechtsschutzbedingungen (ARB). Der Verband der Versicherungsunternehmen Österreichs (VVO) hat dazu Musterbedingungen zur Rechtsschutzversicherung veröffentlicht.

## Risikoausschlüsse
Eine Rechtsschutzversicherung kann nicht Kosten aller Rechtskonflikte übernehmen. Bestimmte Streitigkeiten, die die Gemeinschaft aller Versicherungsnehmer aufgrund hoher Kosten und Frequenz zu sehr belasten, müssen ausgeschlossen werden, um Rechtsschutz erschwinglich zu halten.
Die Risikoausschlüsse sind in den ARB geregelt. Allgemeine Ausschlüsse gelten für alle Bausteine, besondere Ausschlüsse betreffen nur einzelne Bausteine.
Die gängigsten Ausschlüsse betreffen das Gesellschaftsrecht, das Wettbewerbsrecht oder das Bauherrenrisiko (Streitigkeiten im Zusammenhang mit der Finanzierung, Planung und Errichtung bzw. Veränderung von Gebäude, Gebäudeteilen oder Grundstücken im Eigentum oder Besitz des Versicherungsnehmers.)
Nicht versichert sind außerdem Kosten, wenn mitversicherte Personen untereinander oder gegen den Versicherungsnehmer Ansprüche geltend machen möchten sowie Versicherungsfälle, die man vorsätzlich oder rechtswidrig herbeigeführt hat.

## Geschichte
Die ersten Vorläufer der Rechtsschutz-Idee finden sich bereits im Mittelalter (Eideshilfe in altgermanischen Schutzgilden).
In Frankreich wurden sowohl im 19. Jahrhundert (1824 vom französischen Kassationshof wieder verboten), als auch vor dem Ersten Weltkrieg (1905 bis Kriegsende) Prozesskosten-Versicherungs-Experimente gemacht.
Ein ähnlicher Versuch der österreichischen Gesellschaft "Phönix" im Jahre 1935 führte nur zum Abschluss von etwa 100 Verträgen und wurde bald wieder abgebrochen.
Etwas größeren Erfolg hatten hingegen einige Firmen, die sich klugerweise von vornherein auf ein engbegrenztes Spezialgebiet beschränkten (vor allem auf die Deckung der Kosten aus Bergschädenprozessen und aus schifffahrtsrechtlichen Auseinandersetzungen).
Die Idee einer Versicherung für Rechtsstreitigkeiten aus Verkehrsunfällen verbreitete sich im gleichen Maße, in dem die Motorisierung voranschritt. 1928 kam es in Deutschland zur Gründung der ersten Rechtsschutzversicherung, der D.A.S. Im Jahr 1935 folgte die ARAG.
Bis heute wird der Rechtsschutzgedanke davon getragen, dass eine Rechtsschutzversicherung die nötige Sicherheit bietet. Gerade in immer komplexer werdenden Lebensverhältnissen und einer Flut regelmäßiger Gesetzesänderungen stellt die Rechtsschutzversicherung einen wesentlichen Baustein rechtsstaatlicher Demokratie dar.